# تسوتومو هانابوسا
تسوتومو هانابوسا (انگلیسی: Tsutomu Hanabusa؛ زادهٔ ۱۹۶۸) کارگردان فیلم، فیلم‌نامه‌نویس، کارگردان تلویزیونی، و کارگردان موزیک ویدئو اهل ژاپن است.